# Nina Garcia
Ninotchka García, detta Nina (Barranquilla, 3 maggio 1965), è una giornalista e critica di moda colombiana che ha coperto il ruolo di direttrice di moda (Fashion Director) per le riviste Elle e Marie Claire e fa parte del cast dei giudici del programma Project Runway.

## Biografia

### Studi
Figlia di un ricco importatore della Colombia, Nina Garcia si diploma in Massachusetts nel 1983 per poi conseguire la laurea alla Boston University. 

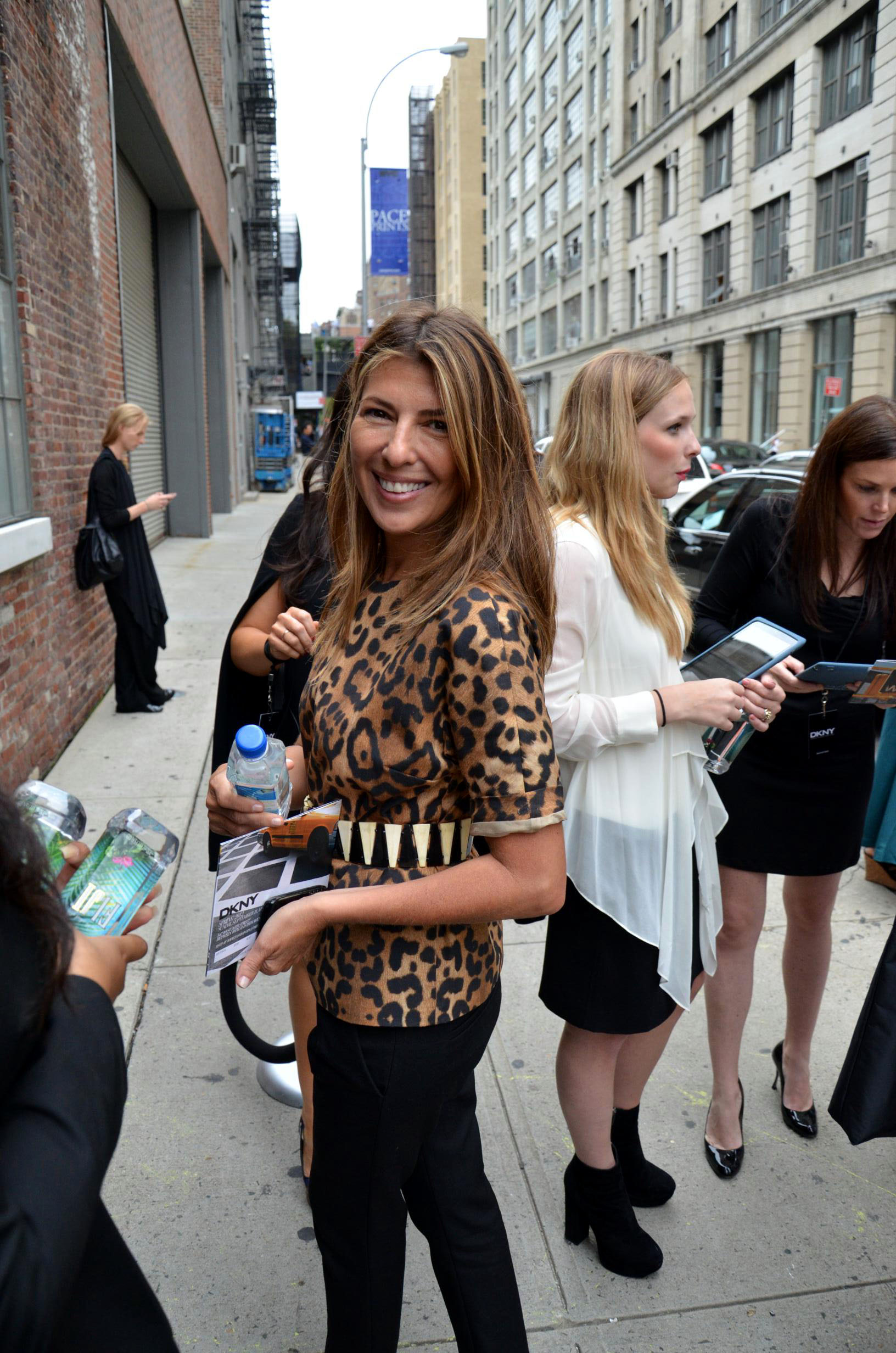
Nina Garcia a New York nel 2011

 Successivamente frequenta la Ecole Superieure de la Mode di Parigi e nel '92 il Fashion Institute of Technology  di New York.

### Carriera
Inizia a lavorare nel settore della moda negli anni '80 nell'ufficio di pubbliche relazioni di Perry Ellis e del suo allora designer Marc Jacobs.
Si sposterà poi da Mirabella, giornale di moda, dove lavorerà come redattore di mercato e assistente di moda, fino ad assumere una posizione in Elle.
Diventerà direttore di moda nel 2000, posizione che lascerà solo nel 2008. Nel settembre dello stesso anno inizia il suo percorso come direttore di moda di Marie Claire, occupandosi inoltre della copertina e del reparto moda della rivista.